# Sabaria berytana
Sabaria berytana är en fjärilsart som beskrevs av Hans Rebel 1911. Sabaria berytana ingår i släktet Sabaria och familjen mätare. Inga underarter finns listade.